# Teatro romano de Sagunto
El teatro romano de Sagunto es un teatro de época romana, construido alrededor del año 50 d. C. en la ladera septentrional de la ciudad de Sagunto (Valencia, España).

## Historia

### Edades Antigua y Media
Aunque su planificación es de la época de Augusto, su finalización dataría de la de Tiberio (14-37). Algunos estudios de los restos arqueológicos permiten establecer una primera fase de construcción alrededor del año 50, y una segunda a mediados del siglo III, fase durante la cual el edificio habría sido remodelado.
No se conoce el momento en que se abandonó el teatro. Un texto árabe del siglo X, obra de Al-Razi, alude a un palacio, apreciación que puede sugerir que el autor vio todavía en pie una parte de la columnata de la escena ya que, de hecho, los análisis estratigráficos de las excavaciones datan el hundimiento de la misma antes del final del siglo XVI.
A partir de la Edad Media el teatro no fue más que una avanzada del castillo y tuvo, por tanto, un uso militar, que contribuyó a su conservación parcial. Es posible que los movimientos de las Germanías, en los que Sagunto se vio involucrada, y la represión de los mismos dieran lugar al derrumbamiento definitivo de la escena.

### Edad Moderna
La primera representación gráfica del teatro es la que realizó Anton Van den Wyngaerde para Felipe II en 1563; no se trata de un levantamiento arquitectónico, sino un dibujo artístico hecho con un interés paisajístico, sin entrar en los elementos aludidos. Por eso, desde la perspectiva historiográfica, el modesto plano que Miñana trazó hacia 1705 para la descripción epistolar del teatro del deán de Alicante, Manuel Martí, y las láminas del irlandés William Conyngham (tesorero de la Royal Irish Academy) hacia 1784, abrieron la serie de estudios sobre el monumento, así como la contribución de autores valencianos a los mismos.

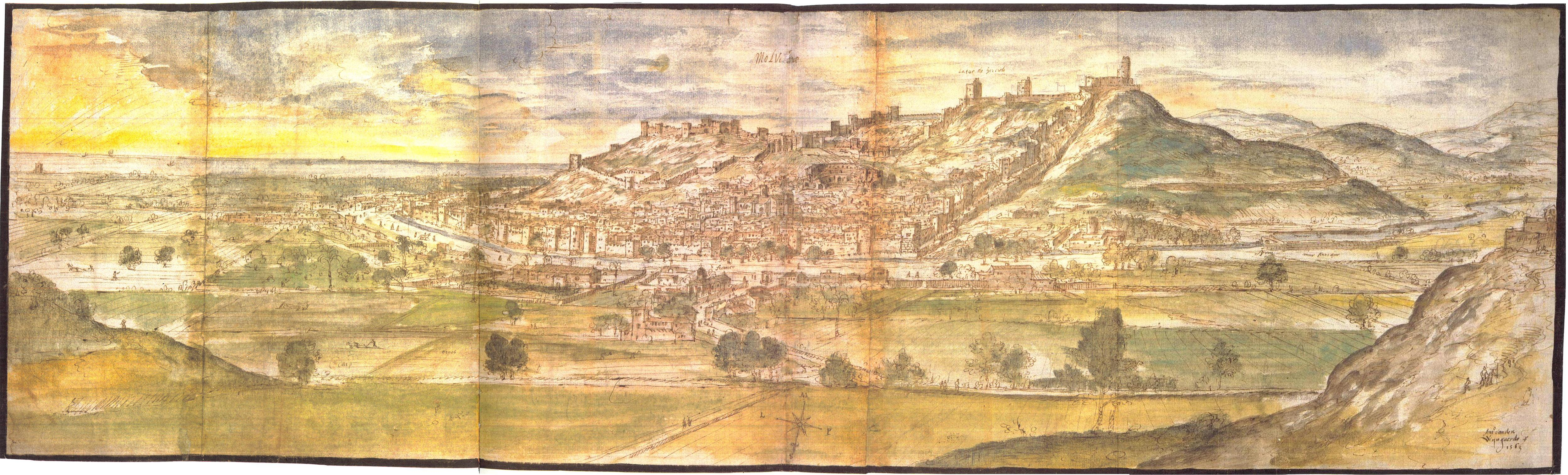
Vista de Sagunto realizada por Anton Van den Wyngaerde en 1563

Martí gozó de la consideración de la sociedad valenciana y tuvo renombre internacional; fue corresponsal de Gravina, de Montfaucon y de Gregorio Mayans y, sin duda, desarrolló estudios valorados en su tiempo. Sin embargo, el dedicado al teatro de Sagunto fue polémico y se vio desmerecido por un plano del que Antonio Ponz (1789) escribió: «ni es planta, ni es alzado, sino un conjunto de cosas que se le figuraron a quien no era profesor», en alusión a estar trazado al margen de la convención académica, lo cual a su vez alimentó los desacuerdos expresados después por José Ortiz y Sanz (1739-1822), en 1807 y 1812. 
Siguiendo una práctica que se observaba en las instituciones cultas de la época, se realizaron varias maquetas del teatro. Las primeras noticias se refieren a la obra de Miguel Arnau, nacido en Valencia en 1762. Puig i Cadafalch (1907, 196-199, fig. 255) reprodujo fotográficamente la que la Academia de San Fernando recibió de Múzquiz y dio al Museo Arqueológico Nacional en 1868, que era de corcho y madera. Otro ejemplar estuvo en Valencia, ya sea en la Sociedad de Amigos del País o bien, como indica Delgado (1877,426), en la Academia de San Carlos cuyo legado pasó al Museo Provincial de Bellas Artes, y el tercer ejemplar viajó a Bolonia en 1799 en manos de la profesora de griego Clotilde Tambroni (Schiassi 1836) sin que en la actualidad se sepa el paradero de ninguna de ellas (AA.VV. 1993, 46-47, fig. 15). 
En 1793 Enrique Palos y Navarro, abogado de los Reales Consejos y conservador de las antigüedades saguntinas, ofreció otra versión del mismo teatro acompañada de un plano con escala dibujado tan a espaldas de cualquier pauta normativa que suscitó las iras del citado J. Ortiz; este, el más notable de los anticuarios valencianos, activo académico de número de San Fernando y traductor de Vitruvio al castellano (1787), ya había disentido del trabajo de Martí a quien, no obstante, tuvo que tratar con miramiento.
Distinto fue el talante con el que en 1812 arremetió contra Palos, de formación arqueológica mucho más modesta, frente a sus pretensiones de ser apoyado por la Academia, dado que Ortiz fue arrogante en su saber y despectivo en consecuencia con quienes no entendían la arqueología desde una práctica internacional e ilustrada. Ciertamente este autor puso su empeño en dotar a la Academia de San Fernando de una versión propia del tratado de Vitruvio que aspiraba a la vez a ser referencia para cuantas obras se sometieran a su dictamen. Su plano del teatro de Sagunto (1807) constituye el inicio, luego frustrado, de un proyecto a partir del que pretendía ilustrar la arquitectura romana como bien se ve en la triangulación del círculo de la orchestra, que supone un ejercicio de sello vitruviano repetido hasta la actualidad por muchos de cuantos han estudiado este u otros teatros romanos.
La visión de Laborde de 1811 se alejó del academicismo normativo al ilustrar con grabados de corte más romántico, debidos a manos expertas y refinadas de grabadores franceses de finales del siglo XVIII, tanto el paisaje como la planta y el alzado del teatro de Sagunto, digno y predilecto edificio de la primera arqueología clásica valenciana y uno de los primeros Monumentos del Patrimonio Histórico de España según declaración de 27-8-1896, adscrito a la tutela oficial, encomendada entre 1803 y 1911 a la Real Academia de la Historia.

### Edad Contemporánea

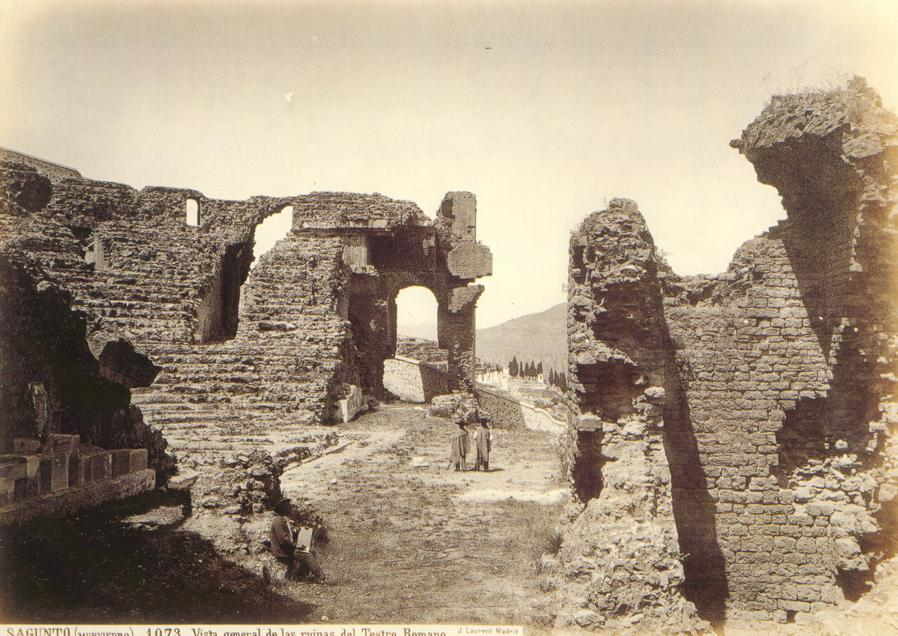
Vista general de las ruinas del teatro, tomada en 1870 por J. Laurent

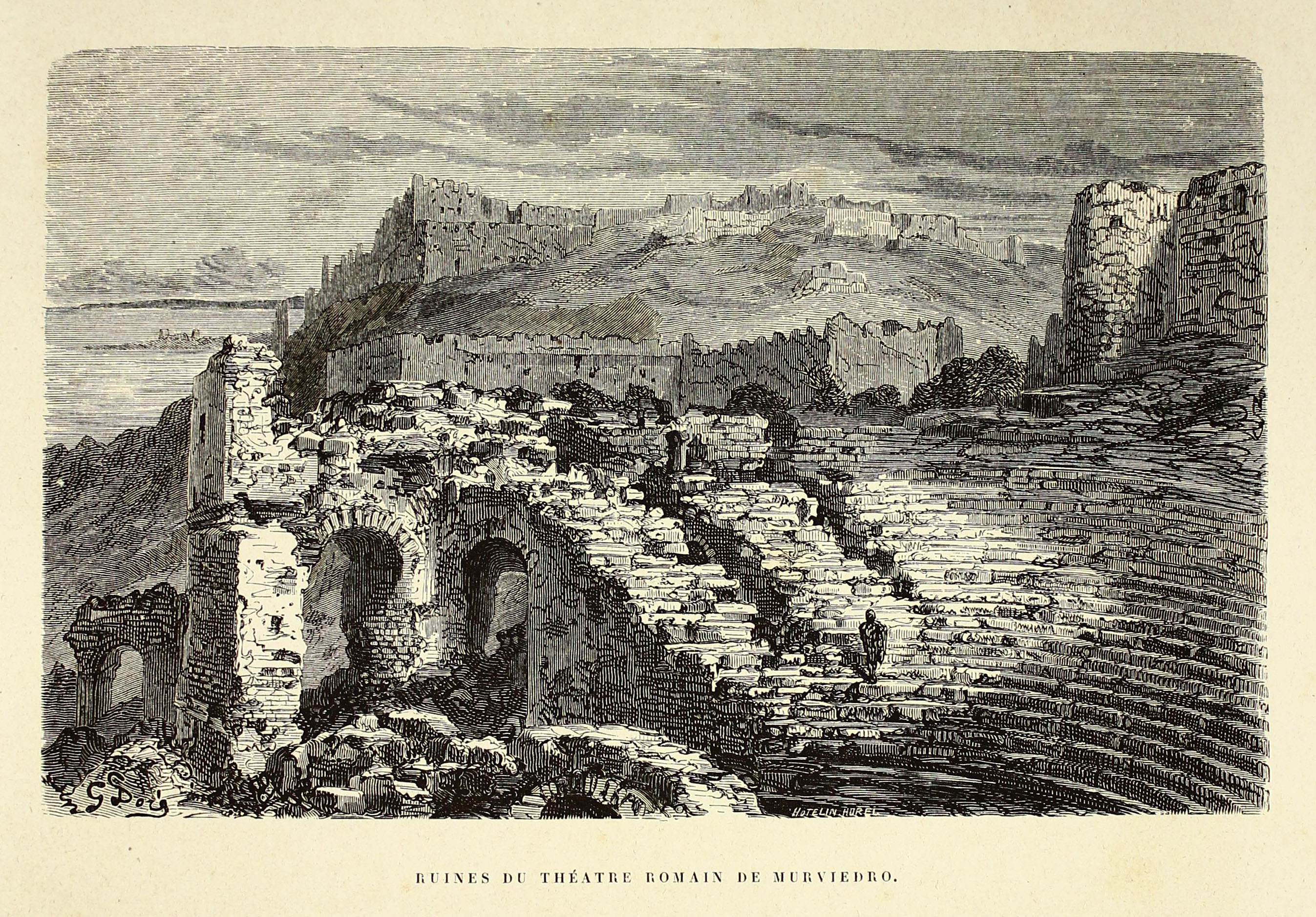
Ilustración del teatro publicada en 1874 por Jean Charles Davillier

La falta de estudios de conjunto del teatro paralela al silencio científico sobre el mismo a partir de 1917 (Mélida 1917) es significativa de la desatención en que cayó el edificio a lo largo de la primera mitad del siglo XX. El monumento soportó impasible a mediados de los años cincuenta la construcción del museo arqueológico adosado a su cuerpo escénico, que, también por falta de mantenimiento adecuado, sufrió el hundimiento de la terraza de su cubierta un día de lluvia de 1991. Mientras tanto comenzaba su utilización esporádica como espacio escénico, siendo fiel reflejo de ello la lápida que conmemora el estreno de La caída de Numancia de Menéndez Pidal, bajo la dirección de Sánchez Castañer en 1959, colocada inicialmente en el acceso al monumento y hoy en el aditus oeste. Esta obra utilizó el graderío para la representación y sentó a los asistentes en la parte de la escena, pero para sucesivos montajes se construyó una plataforma de hormigón sobre las substrucciones romanas de esta. Y, poco a poco, sin que nadie lo impidiera, se fueron acercando las casas privadas al museo y al teatro, reduciendo la extensión de la plazoleta de entrada a los mismos, a la vez que se parcheaban las gradas que fueron perdiendo su modulación. 
El Ministerio de Cultura de España concedía con bastante regularidad subvenciones para atender las urgencias de la restauración si bien el seguimiento de su ejecución y el rigor de las mismas no parecen haber sido objeto de suficiente interés por su parte; sin embargo estas numerosas intervenciones supusieron en algunas etapas un motivo de preocupación para Domingo Fletcher, director del Servicio de Investigación Prehistórica (SIP) de la Diputación de Valencia, y, a otro nivel, sobrecarga de trabajo para Facundo Roca, restaurador del museo.
Dada la penosa situación del edificio como ruina monumental y como espacio cultural en los años 70, la fotogrametría realizada por Antonio Almagro (1979, 165-179) y el estudio presentado por Miguel Beltrán poco después (1982, 153-182), marcaron el comienzo de la actualización del conocimiento arquitectónico sobre el teatro, culminada por Emilia Hernández (1988) y ampliada gracias a posteriores excavaciones (Hernández et al. 1993, 11-37).

#### Rehabilitación

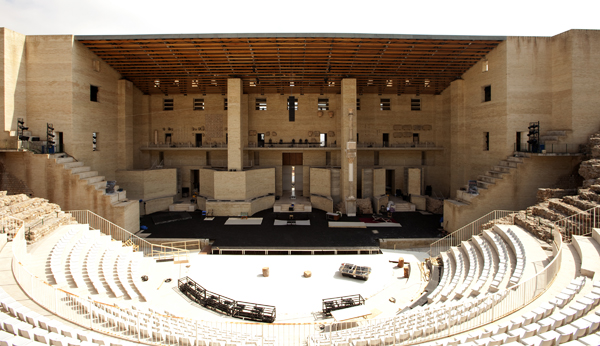
Vista de la escena nueva.

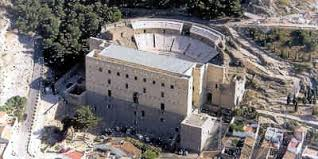
Vista aérea del edificio tras la rehabilitación.

En 1984 nació la idea de rehabilitar el teatro para su uso y el proyecto, obra de los arquitectos Giorgio Grassi y Manuel Portaceli, fue aprobado por la Generalidad Valenciana en 1988 y por el Ayuntamiento de Sagunto en 1989. Dicho proyecto contó con la supervisión por parte de Carmen Aranegui y Emilia Hernández. Su ejecución se llevó a cabo entre 1990 y 1994 y desde los inicios hubo críticas contra lo que se consideraba la construcción de un teatro nuevo sobre la destrucción del romano.
En 1993, el entonces diputado autonómico del PP Juan Marco Molines inició acciones legales contra la intervención y el TSJCV la consideró ilegal por vulnerar el art. 39.2 de la Ley del Patrimonio Histórico Español de 1985: «El proyecto de restauración y rehabilitación consistía realmente en una obra que se asienta sobre las ruinas de un teatro romano y las oculta, tratándose de una reconstrucción sobre las ruinas auténticas (...)».
En 2000, 2003 y 2008, el Tribunal Supremo confirmó el fallo, dando un plazo de 18 meses para proceder a la demolición de las gradas y el escenario. La sentencia fue recurrida por la Generalidad Valenciana y por el Ayuntamiento de Sagunto, alegando imposibilidad de ejecución, lo que fue estimado por el TSJCV en abril de 2009 por una causa de imposibilidad legal y por el principio de eficiencia en el gasto público, debido al coste que suponía devolver el monumento a su estado anterior. En junio del mismo año, el teatro sufrió una serie de pintadas firmadas por el Grupo de Acción Valencianista.

## El edificio

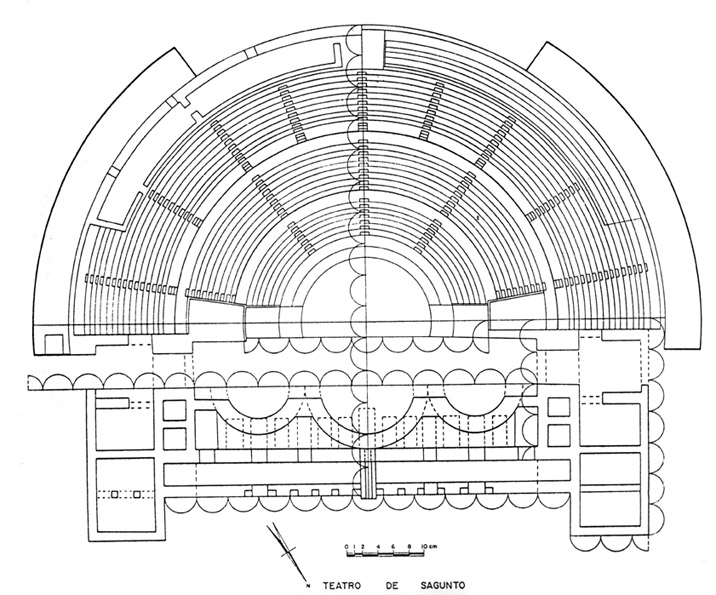
Planta del teatro

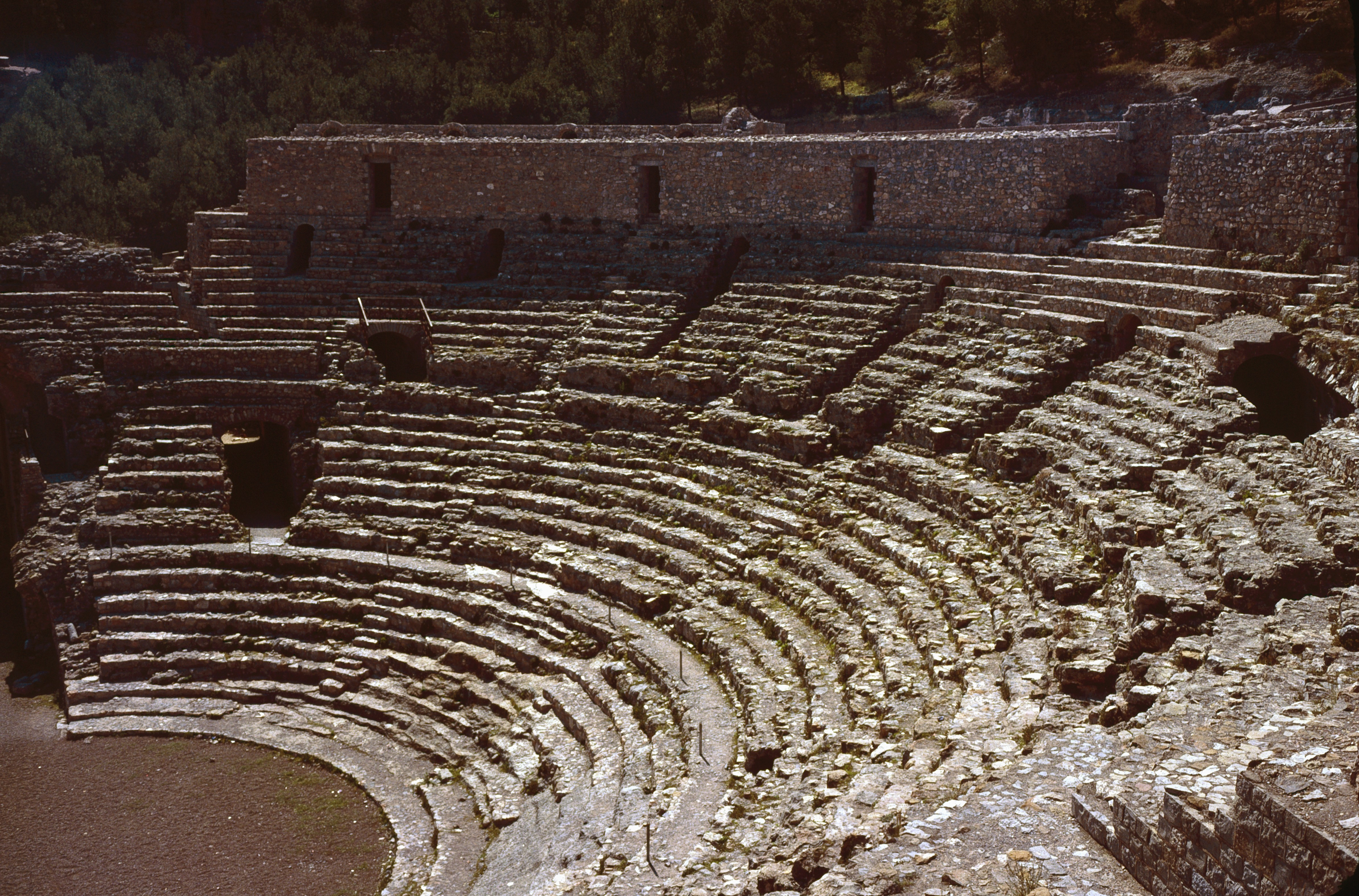
Graderío en 1979

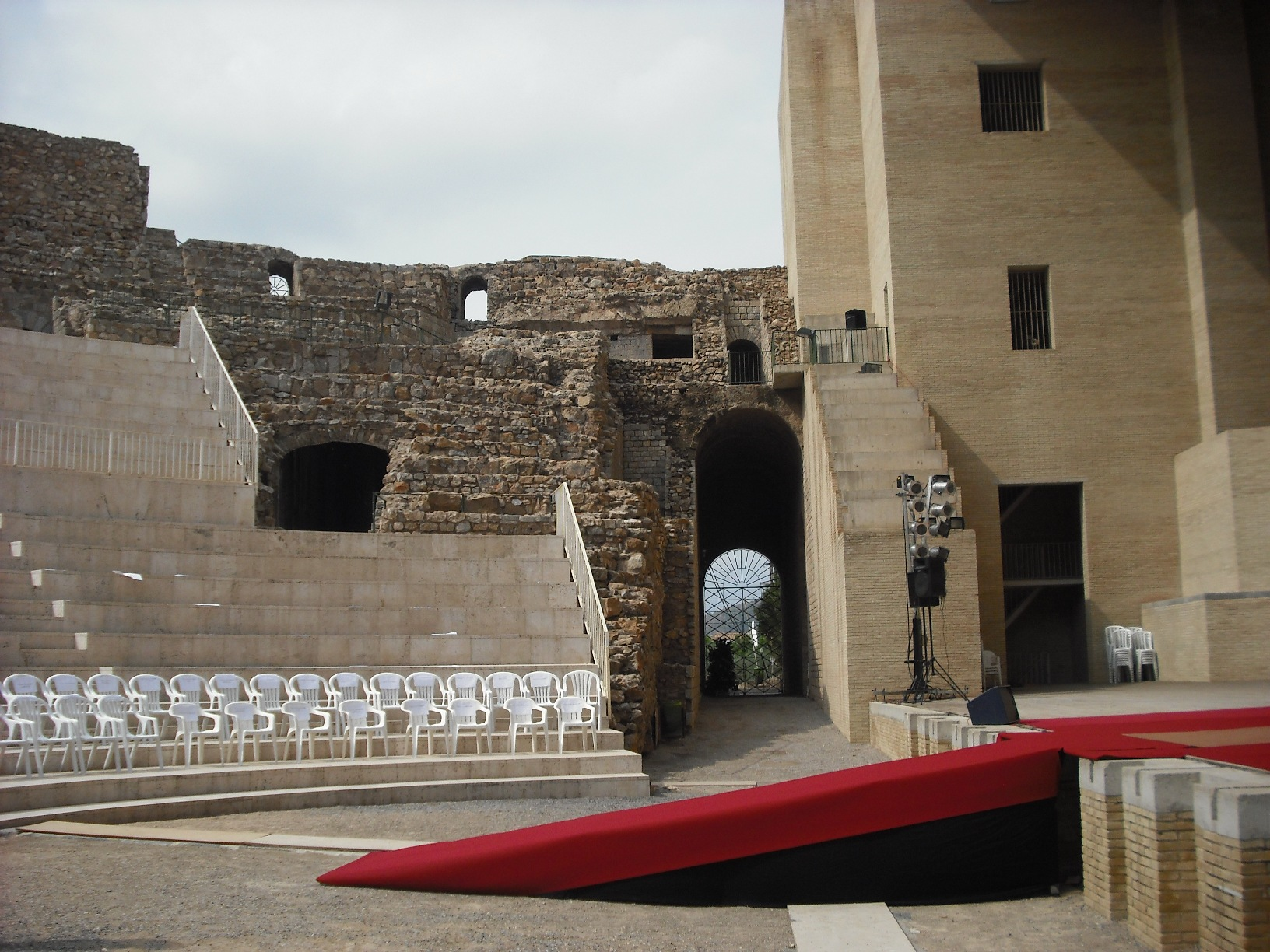
Escena, orquesta y gradas

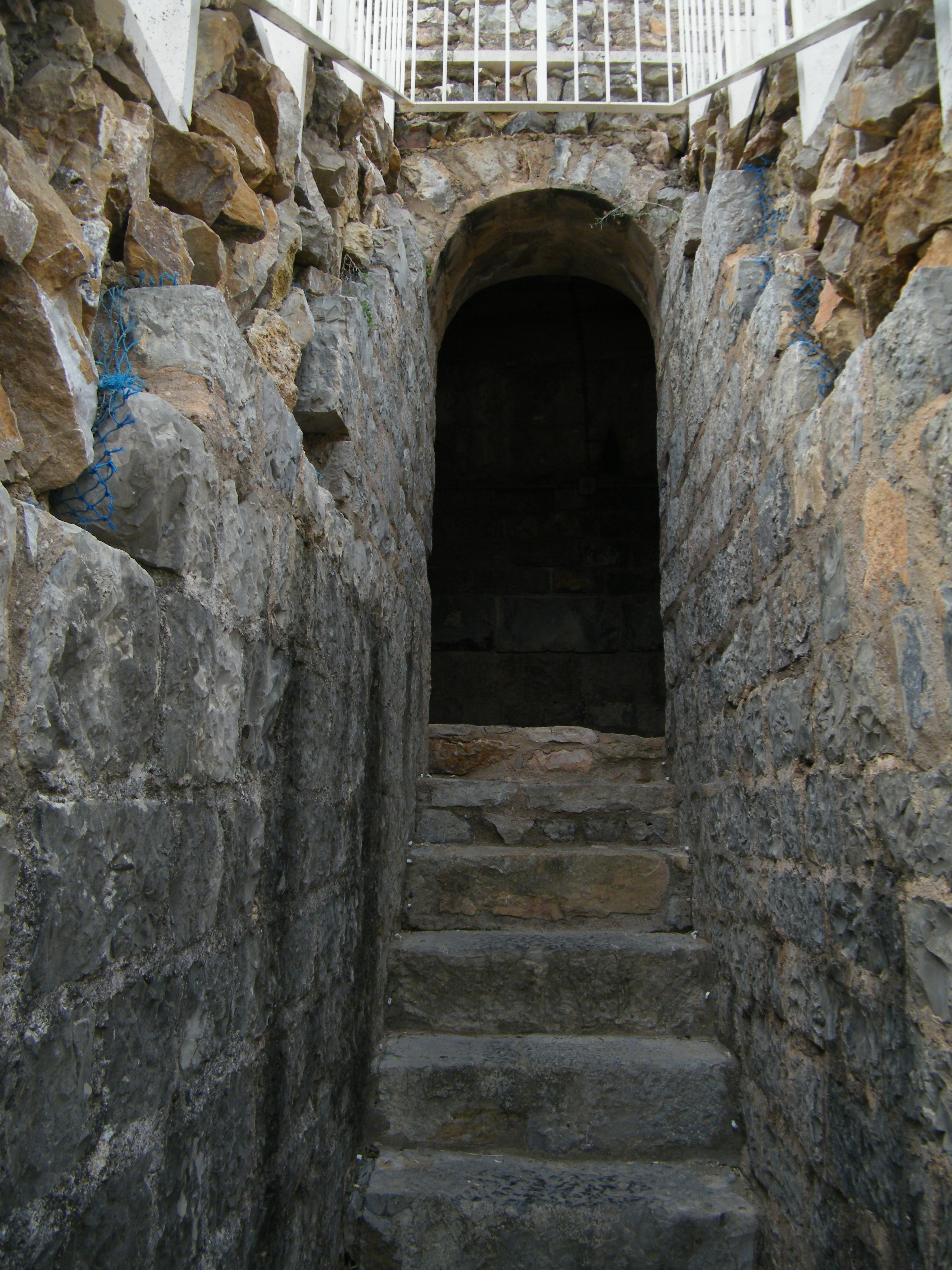
Vomitorio

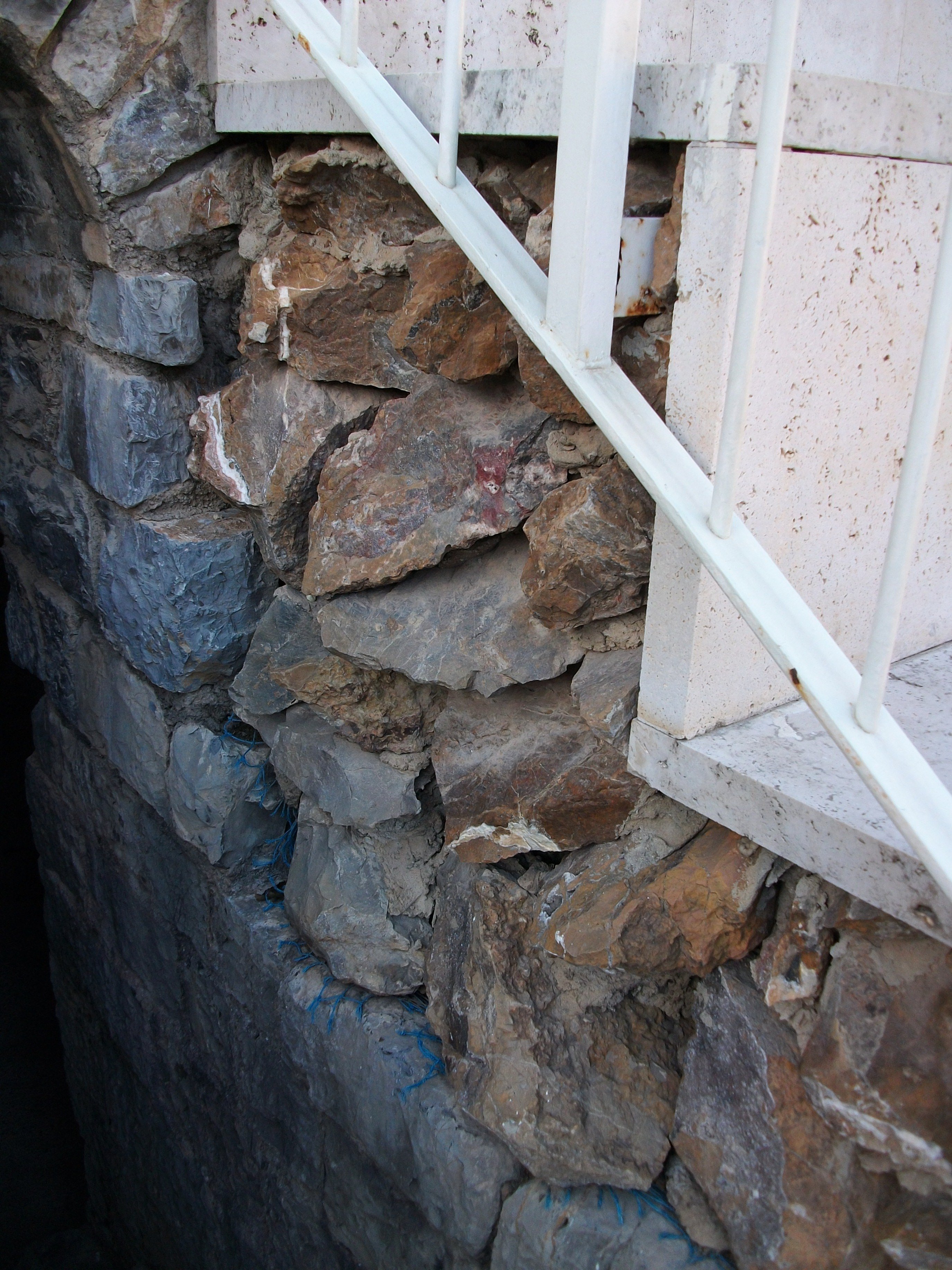
Detalle de los materiales

Avanzando la urbanización del municipio hacia la ladera norte del Castell y organizándose esta en terrazas, el teatro se dispone al NO del foro como monumento principal del nivel intermedio de la ciudad julio-claudia.
El sector central de la cavea aprovecha la pendiente para asentar el graderío pero el resto del edificio muestra una variedad de sistemas de cimentación todavía más complejos que los del foro. Por una parte porque la planta semicircular exige substrucciones radiales allí donde hay que salvar una cota de nivel importante; por otra, porque hay un corredor subterráneo para llegar a las distintas localidades de la cavea que hay que hacer compatible con su cimentación y, por último, porque el cuerpo escénico salva una altura considerable hasta cimentar en la roca. El teatro tiene por tanto necesariamente bien resuelto el problema de las cloacas para la evacuación de agua de lluvia, sólidas y capaces dada su ubicación en una ladera, perfectamente conservadas hasta nuestros días.
Sin embargo, como corresponde a la tipología del teatro latino, más llamativa que su técnica constructiva es la proporcionalidad de su arquitectura. Y es que en estos monumentos es más necesaria que en otros la adecuación de las partes al todo mediante un juego métrico que constituye el mejor ejemplo de la armonía perseguida por la arquitectura romana, bien expresada en el tratado de 'Marco Vitruvio. Por eso la comprensión de un teatro romano comienza por descifrar el trazado regulador ideado para su puesta en obra como método para definir su adscripción tipológica. 
En el caso de Sagunto (dossier 3), el diámetro de la orchestra de 22 m constituye la medida a partir de la cual se organiza el edificio: sus accesos, la sucesión de semicírculos de la cavea y, por tanto, el número de gradas de la ima, media y summa maeniana, así como el alzado de la misma que coincide con la superposición de los tres órdenes de la ''scaenae frons, se sitúan de acuerdo a fracciones proporcionales de esa unidad. 
Resuelto el trazado regulador, las particularidades susceptibles de dar una personalidad específica al teatro de Sagunto se reducen a aquello que ha dejado rastro en su arquitectura, puesto que no hay ningún resto escultórico que pueda indicar qué magistrados, emperadores, dioses o musas, entre otras posibilidades, aparecían en su interior, con la consiguiente pérdida de la ideología exhibida en el mismo, con la única y dudosa excepción de un relieve hallado en el siglo XVIII con la representación de la musa Melpómene tañendo la cítara, hoy perdido, que podría haber estado en la decoración del pulpitum. A través, pues, de su arquitectura, se advierte como una dotación singular el espacio rectangular central que corona la cavea cuya función era religiosa y que solía albergar alguna escultura monumental que evocaba la asociación de religión y política, tan frecuente en la civilización romana. Por otra parte el diseño semicircular de las valvas del frente escénico constituye una opción compartida con muchos otros teatros y, por último, se puede señalar como menos frecuente la estructura para el telón o aulaeum que las excavaciones de 1993 documentaron en el hyposcaenium consistente en dos muros paralelos con el espacio entre ambos con subdivisiones perpendiculares para la instalación de las poleas y maquinaria que permitían elevar una lona decorada en la parte delantera del escenario, ocultando a los actores, que recitaban o cantaban sin ser vistos. Hacer hablar a una pintura debía hacer las delicias del público porque el mecanismo para que ello fuera posible es constructivamente muy complicado.

### Segunda fase constructiva
Así como las excavaciones de 1984 proporcionaron un contexto cronológico del 50 d. C. para la construcción del teatro, las de 1991 confirmaron algo que la metrología del edificio venía denunciando: la reforma del teatro en una etapa posterior a su construcción, que pudo ser datada a mediados del siglo III.
Escapan, por consiguiente, a la modulación del primer edificio algunos de los elementos porque corresponden a una ampliación del teatro bastante posterior a su creación. El anillo exterior fue añadido a la cavea para mejorar la circulación del público hacia las gradas más altas y las estancias rectangulares de los extremos este y oeste del cuerpo escénico, denominadas basílicas, tampoco se ajustan al proyecto inicial por el mismo motivo.
En una fosa bajo la escena oriental se recuperaron elementos de decoración arquitectónica labrados tanto en caliza local como en la piedra de Viver-Segorbe de entre los que destacan algunos capiteles corintios de hojas lisas que aparecerían en el frente escénico con un acabado de estuco que enriquecería su aspecto, como es habitual en Sagunto. La simplicidad de lo conservado dificulta su asignación a una de las dos fases constructivas del teatro, aunque es probable que se trate de la decoración de la etapa más reciente por su hallazgo entre los escombros del derrumbamiento de la escena. 
Fruto de las últimas excavaciones en el teatro es también una inscripción ibérica incompleta (…ku.e ba…) sobre caliza que puede atribuirse a un asiento del graderío inferior, como si indicara el nombre de uno de los ocupantes de una localidad importante en la losa del asiento, tal y como ocurre en otros casos (Pompeya, Leptis Magna…), pero que un estudio más reciente (Mayer y Velaza, 1996) prefiere atribuir a un dintel que, con toda probabilidad, estaría en el teatro, aunque no en su graderío. Constituye un testimonio de pervivencia del ibérico que demuestra que la asimilación de las costumbres romanas no obligó a cambiar de lengua a los antiguos arsetanos –el ibérico estaba sentenciado, no obstante, por la fuerza del latín-, que siguieron manifestándose epigráficamente en ibérico como demuestran ésta y otras lápidas o estelas que constituyen en Sagunto el conjunto epigráfico ibérico más amplio de toda Hispania, lo que denota el arraigo de la identidad originaria entre grupos letrados de la sociedad de época romana tal vez incluso avanzada.
Las cerámicas y los datos constructivos de determinadas partes del edificio aportan, por tanto, una facies cultural que no es compatible con la época julio-claudia y confirman una intervención más tardía en el monumento. Es, hasta cierto punto, sorprendente que ésta consista en una mejora de los accesos al graderío del teatro junto a una pequeña ampliación de su aforo y de las dependencias de la escena porque esto tiene lugar en un momento que es crítico para la civilización romana aunque, como aquí se ve, no afecta al mantenimiento de algunos de sus teatros para los que todavía hay presupuesto y público. Esto constituye un dato a favor de la continuidad de la vida urbana en Sagunto en el Bajo Imperio e incluso permite suponer la celebración en el teatro de lo que en términos coloquiales podríamos llamar diversiones acuáticas y simulacros de combates entre gladiadores, característicos de la romanidad tardía, como se sabe que sucedía en Ostia, en Trieste, etc., en las últimas fases de la antigüedad. En Sagunto la basílica oriental de la ampliación de la escena está impermeabilizada interiormente con un revestimiento de opus signinum, constituyendo así un depósito de agua, tal vez suficiente para inundar el semicírculo de la orchestra y convertirlo en un estanque (colimbètra) para actuaciones cómicas con textos satíricos, muy del gusto de la época. 
Tanto en este caso, como en el de los combates o en el de las funciones escénicas en general, se trata de representaciones censuradas por el cristianismo de modo que la reconstrucción del teatro denota colateralmente la escasa influencia de la religión que se hizo oficial a partir de Constantino I (303 d. C.) en la vida pública saguntina y apunta una diferencia con respecto a Valentia donde, si bien fue desplazado San Vicente hacia el 296 d. C. desde Caesaraugusta para que el martirio al que había sido condenado el diácono se ejecutara lejos de la comunidad cristiana que le apoyaba, más numerosa y ferviente que la valenciana, hay constancia de que la iglesia creció y trató de preservar su memoria, mientras que en Sagunto apenas existen indicios de cristianización en esas mismas fechas, ni tampoco hay mártires, por tratarse de una ciudad menor que las que registran estos eventos, generalmente de rango colonial.